# ارثر بينرين ستانلي
ارثر بينرين ستانلي، (13 ديسمبر 1815-18 يوليو 1881)، عضو في زمالة الجمعية الملكية، يعرف بالقِس ستانلي، كان كاهنًا ومؤرخ لاهوت. كان ستانلي قِس وستمنستر بين العامين 1864 و 1881. له عدة مؤلفات عن تاريخ الكنيسة. كان واحدًا من مؤسسي صندوق استكشاف فلسطين.

## حياته
وُلد ستانلي في إلدرلي ايدج، في تششاير. أبوه إدوارد ستانلي أشغل منصب أسقف نورويتش ومن بعدها أصبح الخوري (المسؤول عن الرعية rector). له أخ، أوين ستانلي، وأخت، ماري ستانلي. اسمه الأوسط بينرين يدل على أصول ويلزية.
درس ستانلي في مدرسة روجبي لدى توماس أرنولد، وفي العام 1834 انتقل إلى كلية باليول، أكسفورد. كانت شخصية ستانلي مصدر إلهام لكتاب توماس هيوز المعروف أيام توم براون المدرسية، والتي تدور أحداثها في مدرسة روجبي. أُنتخب في العام 1839 زميل في جامعة أكسفورد، بعد أن حاز على منحة إيرلندا وجائزة نيوديجيت عن قصيدته "الغجر"، وفي العام نفسه أخذ النذور المقدسة. في العام 1840 سافر إلى اليونان وإيطاليا ليستقر بعد عودته في أكسفورد. درس في أكسفورد مدى عشر أعوام وأصبح عنصرًا مؤثرًا في حياة الجامعية.

## الخلافات
تعاطف ستانلي مع أرنولد عندما كان طالبًا جامعيًّا، في استيائه من التحريض الذي قاده حزب "الكنيسة العليا" عام 1836 ضد تعيين الكاهن ر.د. هامبدن للأستاذية اللاهوتية. استخدم ستانلي نفوذه وتأثيره لحماية قادة ومعتقدات حزب "التركتاريين Tractarian" خلال الجدل الطويل الذي اعقب نشر "التصحيح 90 Tract" -[هو مجموعة ملاحظات فقهية وضعها جون هنري نيومان على بنود مبادئ الكنيسة الانجليزية]- عام 1841 والذي انتهى بانسحاب جون هنري نيومان من الكنيسة الانجليزية.
في عام 1847 قاوم حراك معارضة تعيين هامبدن في أسقفية هيرفورد من أن يطأ أكسفورد. وفي عام 1850، أكد مبدأين أحتفظ بهما حتى نهاية حياته، في مقال للدفاع عن حكم غورهام، نُشر في مجلة إدنبرة هما: «الأول، أن ما يُعرف بسيادة التاج في الأمور الدينية كان في الحقيقة سيادة القانون؛ الثاني، أن كنيسة انجلترا، بحكم حالها، لم تكون عليا أو دنيا إنما شمولية، ودائما شملت، كان كان مفترضًا، الأضاد والآراء المختلفة في أمور أهم من القضايا التي بين أيدينا».

## الإصلاحات الجامعية

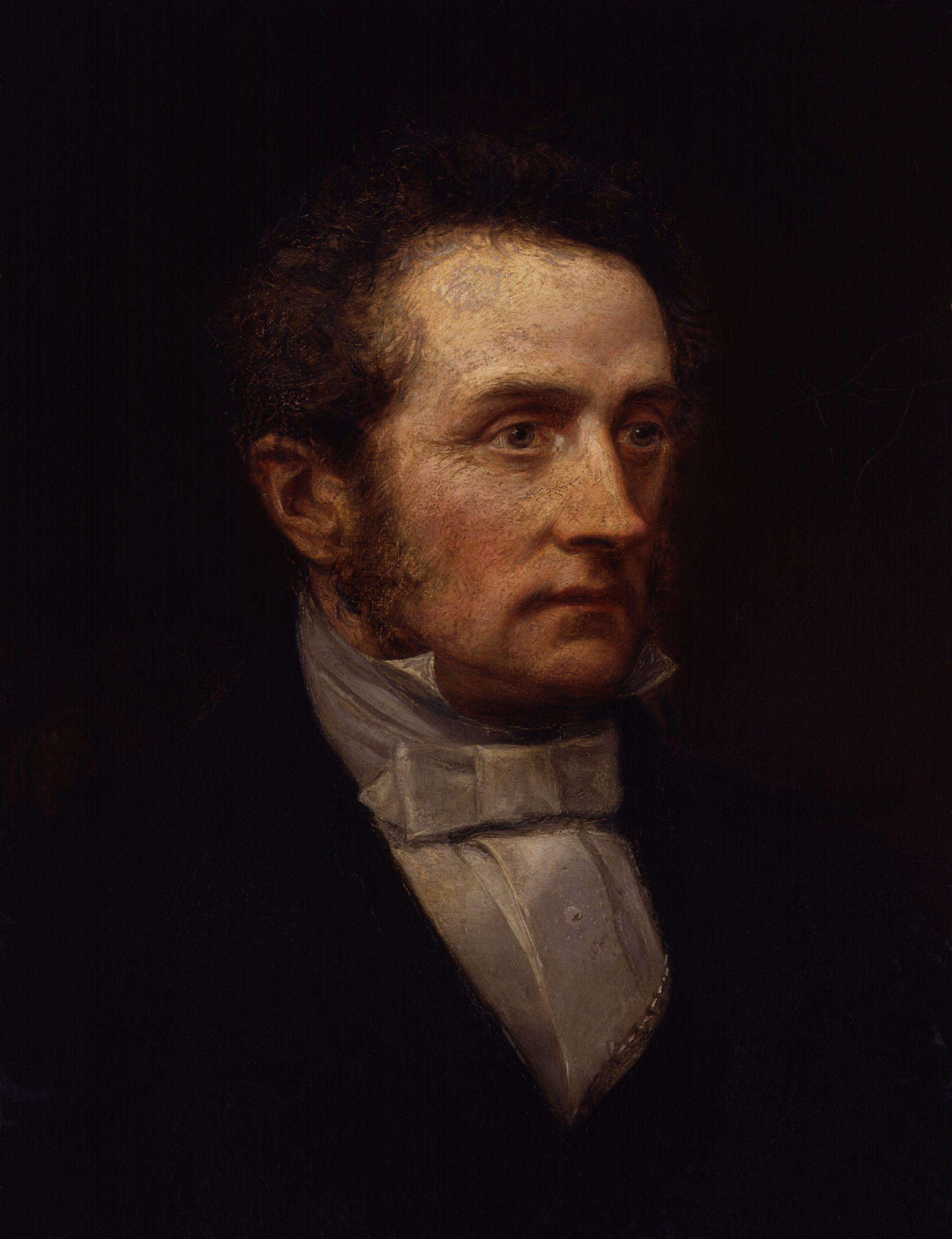
صورة شخصية لستانلي، صورها لويس كاتو ديكنسون

لم يقتصر انفتاح ستانلي فقط على الجوانب النظرية الفقهية بل طال أيضا الجوانب الأكاديمية. فقد كان مهتما في الإصلاحات الجامعية وأشغل منصب سكرتير اللجنة الملكية المعينة عام 1850. أسهم ستانلي في كتابة تقرير اللجنة الملكية عام 1852، تضمنت الإصلاحات الإدارية والتربوية الهامة التي أدخلها نقل الصلاحيات القانونية من سلطة رؤساء الجامعة المتفردة إلى هيئة ممثلة منتخبة؛ إلى جانب ذلك فتح باب المنافسة للتقدم للمنح الدراسية والزمالة البحثية من خلال إزالة التقييدات المحلية وغيرها من التقييدات؛ كذلك فك نفاذ التسجيل والاشتراك بالبنود ال 39، فضلًا عن خطوات أخرى أقرها لتوسيع صلاحية وتأثير الاستاذية في الجامعات.
قبل نشر تقرير اللجنة الملكية، عُيِّن ستانلي في قسم الشريعة (Canonry) في كتدرائية كانتربوري. نشر خلال إقامتها هناك مذكرات والده (1851)، وأكمل ملاحظاته على رسالة إلى الكورنثيين (1855). سافر في شتاء وربيع العامين 1852-1853 إلى مصر والأرض المقدسة (فلسطين)، أسفر عن هذه الرحلة إصدار كتابه المعروف "سيناء وفلسطين" (1856). تنقل في العام 1857 في أرجاء روسيا لتجميع مواد لمحاضراته عن الأرثوذوكسية الشرقية (1861) التي نُشرت لاحقًا في كتاب "تاريخ الكنيسة الشرقية".

## رئيس التاريخ الكنسيّ
عُيّن ستانلي في نهاية عام 1856 أستاذ ملكيّ للتاريخ الكنسيّ في أوكسفورد، إلى جانب منصبه في كنيسة المسيح، وقد أشغل هذا المنصب حتى عام 1863. عند تسلمه هذا المنصب بدأ العمل على موضوع "فجر تاريخ الكنيسة الأوّل"، نداء إبراهيم، ونشر المجلدين الأوّلين من "تاريخ الكنيسة اليهوديّة" في العامين 1863 و 1865.
بين العامين 1860 و 1864، أثار مؤلَّفه "مقالات ومراجعات" عاصفة وجدلًا في الأوساط الأكاديميّة والكنسيّة على حد سواء، وقد أسهم في كتابة هذا المجلد اثنان من أصدقائه المقربين بنجامين جُوِيت وفريدريك تمبل. يمكن دراسة مساهمة ستانلي في هذا الجدل في المقالَين الثاني والثالث حول الكنيسة والدولة (1870). كانت نتيجة أعماله هذه تنفير قادة حزب الكنيسة العليا، الذين طالبوا بإدانة رسمية للمتقدات والآراء التي جاءت في "مقالات ومراجعات". نشر في العام 1863 "رسالة إلى أسقف لندن"، طالبه فيها التخفيف من شروط الاشتراك الكنسية للبنود ال 39 وكتاب الصلوات. في العام 1865 صودق على قانون يتضمن التعديلات التي اقترح ستانلي إدخالها على قانون التوحيد. في العام 1862، وبحسب طلب الملكة فيكتوريا، رافق ستانلي أمير ويلز (لاحقًا إدوارد الثامن) في رحلة إلى مصر وفلسطين. وفي السنة التي أعقبتها عينته الملكة فيكتوريا نائب كاتب الخلوة (وهو القسيس المحلي للملك/للملكة في بريطانيا).
في العام 1863، اُنتُخِب زميل في الجمعية الملكية، لتأليفه: "حياة الطبيب أرنولد"، "مذكرات كانتبوري التاريخية"، "سوريا وفلسطين في سياقهما التاريخي"، "محاضرات حول تاريخ الكنيسة الشرقية"، "محاضرات حول الكنيسة اليهودية". تقع مؤلفات العميد ستانلي في 32 مجلدًا.

## عميد ويستمنستر

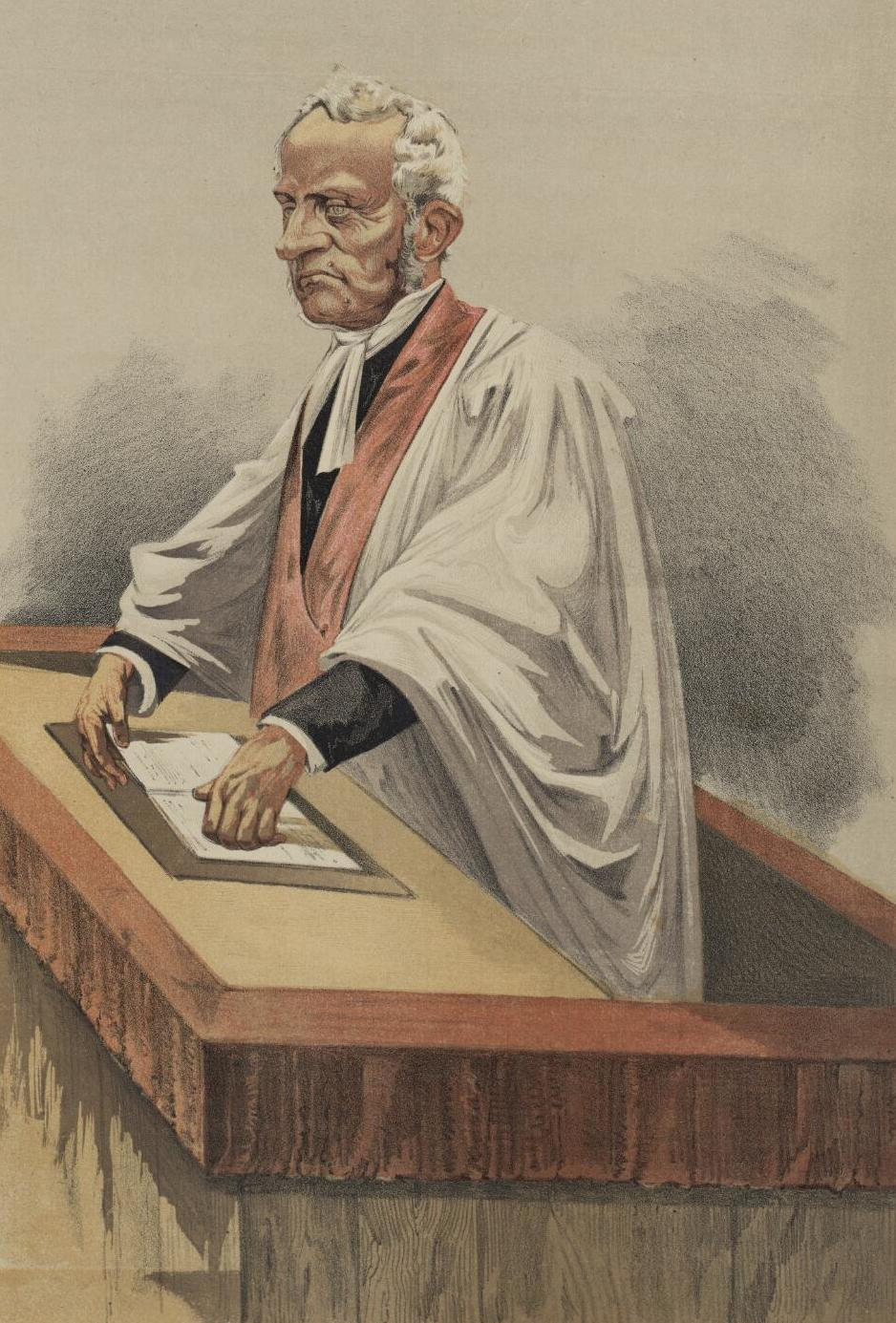
رسم كاريكتورا لشخصية ستانلي، نُشر على صفحات المجلة البريطانية فانيتي فير، عام 1872، تحت عنوان معتقدات فلسفية

كان ستانلي مرشحًا لمنصب كبير أساقفة أيرلندا بعد موت ريتشارد واتلي في أكتوبر 1863، بيد أنه الكنيسة الأيرلندية رفضت تعيينه. عُيِّن ريتشارد تشنيفيكس ترنتش، عميد ويستمنستر، لمنصب كبير أساقفة ايرلندا؛ وفي نهاية عام 1863 عيّن التاج ستانلي لمنصب العميد الشاغر. في ديسمبر، تزوج من السيدة أغوستا بروس، أخت اللورد إلْغِن، حاكم مستعمرة الهند آنذاك.
كانت ولايته في ويستمنستر لا تنسى، فقد عُرِف عنه عدم معرفته وعدم اكتراثه للموسيقى والهندسة المعمارية. وقد نأى بنفسه عن الموضوعين وطلب مساعدة الآخرين بشأنهما، وعوضًا عن ذلك كرس نفسه ومجهوده لإنقاذ كنوز التاريخية والأثرية التي كان غني بها دير ويستمنستر.
في العام 1865، نشر كتاب "مذكرات دير ويستمنستر"، الذي يُعدّ وعلى الرغم من عدم دقته، منجما من المعلومات. كان ستانلي واعظًا دائما، علاوة على الاستمرار في ممارسات ترنتش السابقة، وهي استضافة واعظين مميزين لتأدية الواجبات الدينية. وقد ازداد تأثير الشخصي، والذي كان مميزا قبل ذلك، بعد نقله إلى لندن. فقد شملت دوائره رجالًا من مختلف المجالات والطبقات والاثنيات.

## سنواته الأخيرة
فقد ستانلي زوجته في ربيع عام 1876، ولم يستطع التخلص من ألم الفقدان. في العام 1878 بدأ يبدي اهتماما في زيارة أمريكا، وفي العام نفسه زار البندقية للمرة الأخيرة. في ربيع العام 1881 كان يؤدي طقوس الجناز في الدير، ويقدم بعض الطقوس في المناسبات العامة. توفي في صيف عام 1881 في الدير عندما كان يحضر بعض المحاضرات التي يلقيها أيام السبت.

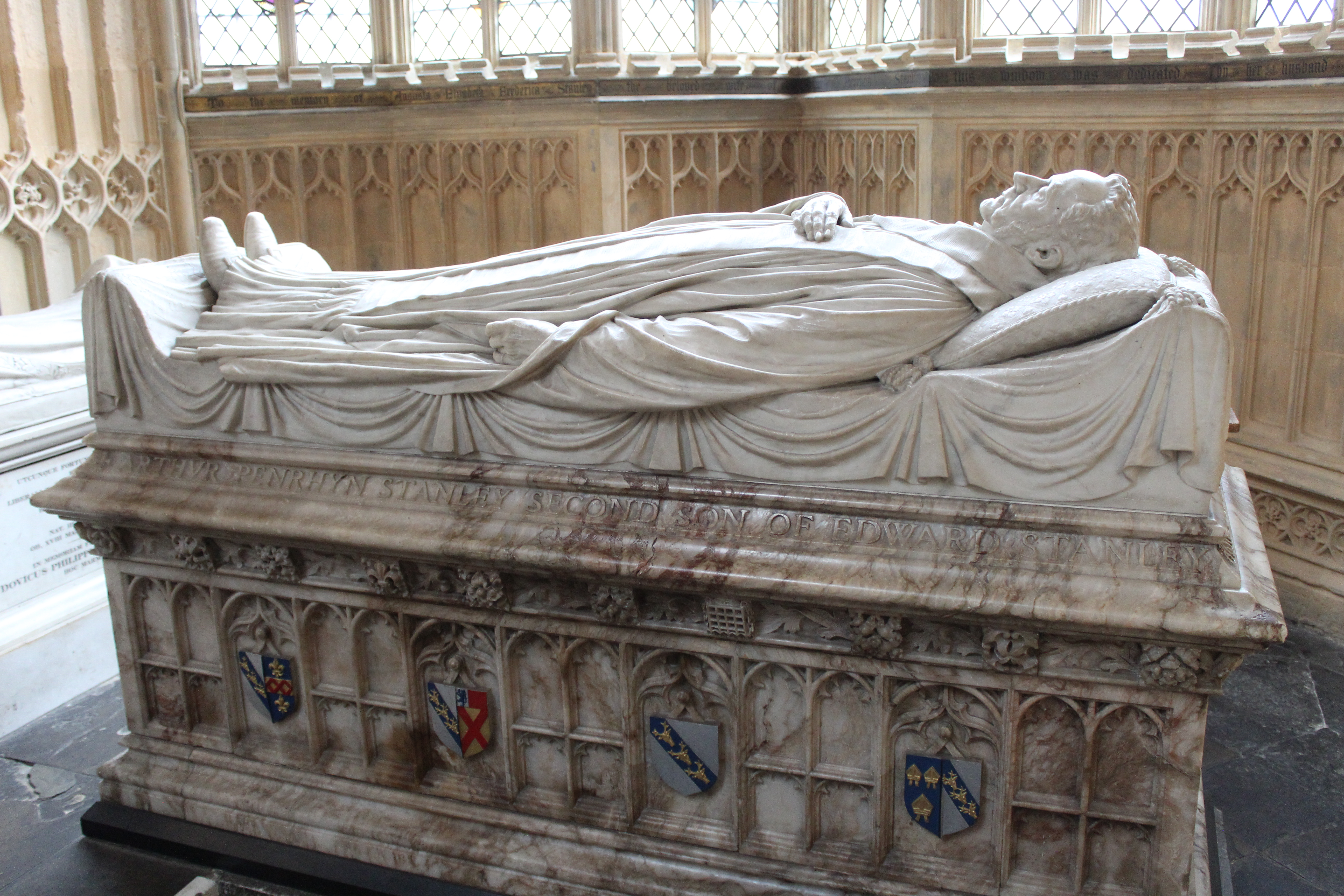
ضريح ستانلي، دير ويستمنستر

دُفن ستانلي في كنيسة هنري السابع بجوار زوجته. شارك في حمل تابوته مندوبون من مجالات مختلفة، الأدب، العلوم، البرلمان، الفقهاء، أساقفة، ومندوبون عن جامعة أكسفورد وكامبريدج. وضع النصب التذكاري الذي أعده سير جوزيف إدغار بوهم فور دفنه. وقد أرسلت الملكة فيكتوريا للدير نوافذ مرسومة تخليدا لذكراه (دمرت في الأعوام 1939-1945).